# Cole (Oklahoma)
Cole – miasto w Stanach Zjednoczonych, w stanie Oklahoma, w hrabstwie McClain.